# Naturpark Elm-Lappwald
Naturpark Elm-Lappwald er en naturpark i det sydøstlige del af den tyske delstat Niedersachsen, øst for Braunschweig. Naturparken omfatter de nord for Harzen liggende skovklædte højdedrag i Lappwald, Dorm og Elm, samt lavningen Helmstedter Mulde mod øst. Området er kendetegnet ved bølgende bakkeland, med fossilrige muslingkalklag i bjergryggen.

## Geografi
Naturparken der blev oprettet i 1977, har et areal på ca. 470 km² og ligger i Landkreisene Helmstedt og Wolfenbüttel, og ligger i en højde mellem 90 og 323 moh. Den grænser mod vest til udkanten af Braunschweig og mod nord til Wolfsburg. I det nordøstlige område gennemskæres den af motorvejen A 2 på strækningen mellem Hannover og Berlin. Naturparken omfatter højdedragene, landskaberne og skovene:
- Elm
- Lappwald
- Dorm
- Elz
- Eiz
- Helmstedter Mulde
- Rieseberg og Rieseberger Moor
- Forst Kampstüh ved Lehre

Naturparken ligger i overgangsområdet mellem mittelgebirgeområdet Harzen mod syd, og og den Nordtyske Slette med Lüneburger Heide mod nord. Klimatisk ligger området i øst-vestliglig retning i en overgangszone mellem kystklima og fastlandsklima.

## Flora
Højdedraget Elm regnes blandt de største og smukkeste bøgeskove i Nordtyskland I naturparken ligger store skove, moser, kildefloder, søer heder saltenge og artsrige kalkskred, og der findes over 800 plantearter.